# Lamoille River
Der Lamoille River ist ein Zufluss des Lake Champlain im US-Bundesstaat Vermont.

## Flusslauf
Er hat seinen Ursprung in den Green Mountains in dem kleinen See Horse Pond. Von dort fließt er in überwiegend westlicher Richtung durch Vermont. Dabei passiert er folgende Orte: Hardwick, Wolcott, Morrisville, Johnson, Jeffersonville, Cambridge, Fairfax und Milton. Größere Nebenflüsse sind Gihon River und North Branch Lamoille River – beide von rechts. Am Flusslauf liegen die Stauseen Lamoille River Reservoir, Lake Lamoille und Arrowhead Mountain Lake. Der Lamoille River mündet nach 136 km nördlich der Malletts Bay in den Lake Champlain. Sein Einzugsgebiet umfasst 1807 km².

## Nebenflüsse
Die wichtigsten Nebenflüsse des Lamoille River in Abstromrichtung mit der Fläche deren Einzugsgebiete:
- Wild Branch (100 km², rechts)
- Green River (56 km², rechts)
- Gihon River (169 km², rechts)
- North Branch Lamoille River (95 km², rechts)
- Brewster River (54 km², links)
- Seymour River (54 km², links)
- Browns River (236 km², links)

## Gedeckte Brücken
Am Flusslauf befinden sich folgende gedeckten Brücken:
- Fisher Covered Railroad Bridge
- Grist Mill Covered Bridge
- Poland Covered Bridge